# Marsdenia guanchezii
Marsdenia guanchezii är en oleanderväxtart som beskrevs av G. Morillo. Marsdenia guanchezii ingår i släktet Marsdenia och familjen oleanderväxter. Inga underarter finns listade i Catalogue of Life.